# Kyjovský hrádek
Kyjovský hrádek je zaniklý a pravděpodobně opevněný objekt v Českosaském Švýcarsku v katastrálním území Doubice. Nachází se na levé straně Kyjovského údolí asi tři čtvrtě kilometru jihozápadně od vesnice Kyjov. Až do osmdesátých let dvacátého století byl považován za zaniklý hrad, ale podle výsledků archeologického výzkumu se jednalo o místo spojené s prospekcí a zpracováním nerostných surovin.

## Historie
Objekt označovaný také jako Pustý zámek nebo Karlštejn je historickými prameny zmíněn jako pustý až v roce 1603. Jiné písemné zmínky se o něm nedochovaly. August Sedláček navrhl spojení terénních pozůstatků s hradem Jivníkem, který mělo oblehnout vojsko pražanů v roce 1442, ale pro jeho hypotézu neexistují žádné doklady. Podle výzkumu z počátku osmdesátých let dvacátého století lokalita nebyla hradem, ale neúspěšně založeným sídlištěm spojeným s vyhledáváním drahých kovů a železné rudy.

## Popis
Sídliště se nacházelo na okraji pískovcové terasy nad řekou Křinicí, v místech ohraničených dvěma roklemi. Valovitý útvar v čele považovaný před archeologickým výzkumem za fortifikační val je ve skutečnosti pouhým navršením zeminy, která vznikla v blíže neurčené době, kdy byla sousední rozsedlina využívána jako pec. Další skalní rozsedlina dělí lokalitu na dvě části, z nichž přední je podle archeologických nálezů mladší. Do zadní, starší, části vede z rozsedliny ve skále vytesané schodiště. Do menších rozsedlin v ní byly vytesané objekty, z nichž jeden byl suterénem domu, jehož jedna stěna byla vyzděna z kamení spojovaného jílem. Nálezy předmětů typické pro hornické či hutnické prostředí dům datují přibližně do doby okolo roku 1300.

## Přístup
Místo hrádku je dostupné po Köglerově naučné stezce. Nedaleko vede i trasa červené turistické značky z Kyjova k památníku pochodu smrti 1945.